# Data envelopment analysis
Data envelopment analysis (metoda DEA) – nieparametryczna metoda stosowana w badaniach operacyjnych i ekonomii do określenia granic możliwości produkcyjnych. Metoda DEA znalazła zastosowanie w wielu dziedzinach, m.in. w bankowości międzynarodowej, analizie zrównoważonego rozwoju gospodarczego, analizie działań operacyjnych policji i w logistyce. Ponadto metodę DEA wykorzystano w uczeniu maszynowym, m.in. do oceny efektywności modeli przetwarzania języka naturalnego.

## Opis
DEA służy do empirycznego pomiaru efektywności produkcyjnej jednostek decyzyjnych (ang. decision-making units, DMU). Chociaż DEA jest silnie związana z ekonomiczną teorią produkcji, metoda ta jest również stosowana w zarządzaniu operacyjnym, wykorzystuje się ją na przykład do benchmarkingu, w ramach którego wybiera się zestaw miar służących do analizy porównawczej efektywności działań produkcyjnych i usługowych. W kontekście benchmarkingu efektywne jednostki DMU, określone za pomocą DEA, niekoniecznie tworzą „granicę efektywności produkcyjnej”, lecz raczej wyznaczają „granicę najlepszych praktyk”.
W przeciwieństwie do metod parametrycznych, które wymagają uprzedniego określenia funkcji produkcji lub kosztów, w podejściu nieparametrycznym porównuje się możliwe kombinacje nakładów i efektów wyłącznie na podstawie dostępnych danych. Jedną z najczęściej stosowanych metod nieparametrycznych jest właśnie DEA, która zawdzięcza swoją nazwę właściwości „wyodrębniania” („enveloping”) efektywnych jednostek DMU w zbiorze danych – uznane na podstawie obserwacji za najbardziej efektywne DMU tworzą granicę możliwości produkcyjnych, z którą porównywane są wszystkie DMU. Popularność metody DEA wynika z jej stosunkowo niewielkiej liczby założeń, możliwości oceny efektywności przy wielowymiarowych danych, a także z łatwości obliczeniowej: metoda ta może być wyrażona w postaci programu liniowego, mimo że jej celem jest wyznaczanie wskaźników efektywności.

## Historia
W pracy z 1978 r. pt. „Measuring the efficiency of decision-making units” – opartej na koncepcji koncepcji Farrella – Charnes, Cooper i Rhodes zastosowali programowanie liniowe, aby po raz pierwszy oszacować empirycznie granicę możliwości technologiczno-produkcyjnych. W Niemczech procedurę tę stosowano już wcześniej, aby oszacować produktywność krańcową prac badawczo-rozwojowych oraz innych czynników produkcji. Od tego czasu na temat DEA lub jej zastosowania w rozwiązywaniu różnych problemów napisano wiele książek i artykułów.
Począwszy od modelu CCR, nazwanego na cześć jego twórców Charnesa, Coopera i Rhodesa, w literaturze zaproponowano wiele rozszerzeń metody DEA. Obejmują one m.in. modyfikacje domyślnych założeń modelu, takich jak orientacja na nakłady i efekty, rozróżnienie efektywności technicznej i alokacyjnej, wprowadzenie ograniczonej możliwość redukcji (ang. limited disposability) nakładów/efektów czy zmiennych efektów skali. Istnieją również podejścia, które wykorzystują wyniki DEA do bardziej zaawansowanych analiz, takie jak stochastyczna DEA (ang. stochastic DEA) czy analiza efektywności krzyżowej (ang. cross-efficiency analysis).

## Opis techniczny
W przypadku jednego nakładu i jednego efekty efektywność jest po prostu ilorazem uzyskanego efektu do wykorzystanego nakładu, zaś porównanie kilku podmiotów/DMU na tej podstawie jest trywialne. Jednak w miarę zwiększania liczby nakładów lub efektów obliczanie efektywności staje się złożone. Charnes, Cooper i Rhodes (1978) w swoim podstawowym modelu DEA (model CCR) definiują funkcję celu umożliwiającą wyznaczenie efektywności {\displaystyle \theta _{j}} jednostki {\displaystyle DMU_{j}} w następujący sposób:
{\displaystyle \max \theta _{j}={\frac {\sum \limits _{m=1}^{M}y_{m}^{j}u_{m}^{j}}{\sum \limits _{n=1}^{N}x_{n}^{j}v_{n}^{j}}}.}
W powyższym wzorze {\displaystyle M} zmiennych wyjściowych (efektów) jednostki {\displaystyle DMU_{j}} oznaczonych jako {\displaystyle y_{1}^{j},...,y_{M}^{j}} mnoży się przez ich odpowiednie wagi {\displaystyle u_{1}^{j},...,u_{M}^{j}}, a następnie dzieli się wynik przez iloczyn {\displaystyle N} zmiennych wejściowych (nakładów) {\displaystyle x_{1}^{j},...,x_{N}^{j}} pomnożonych przez wagi {\displaystyle v_{1}^{j},...,v_{N}^{j}}.
Wartość wskaźnika efektywności {\displaystyle \theta _{j}} jest maksymalizowana przy założeniu, że dla każdej jednostki {\displaystyle DMU_{k}}, gdzie {\displaystyle k=1,...,K} zastosowanie tych samych wag nie może skutkować wartością wskaźnika efektywności większą niż jeden:
{\displaystyle {\frac {\sum \limits _{m=1}^{M}y_{m}^{k}u_{m}^{j}}{\sum \limits _{n=1}^{N}x_{n}^{k}v_{n}^{j}}}\leqslant 1\qquad k=1,...,K.}
Wszystkie nakłady, efekty oraz wagi muszą być nieujemne. Aby umożliwić rozwiązanie problemu metodą programowania liniowego, zazwyczaj ogranicza się sumę wag dla efektów lub sumę wag dla nakładów do stałej wartości (zwykle 1).
Złożoność obliczeniowa tego problemu optymalizacyjnego zależy od liczby uwzględnionych nakładów i efektów. Kluczowe znaczenie ma więc wybór możliwie najmniejszej liczby nakładów i efektów, które łącznie i trafnie oddają charakter analizowanego procesu. Ponadto, ponieważ wyznaczanie granicy możliwości produkcyjnych odbywa się empirycznie, istnieją wytyczne dotyczące minimalnej wymaganej liczby jednostek DMU niezbędnej do uzyskania odpowiedniej zdolności dyskryminacyjnej przy założeniu jednorodności próby: minimalna liczba DMU powinna znaleźć się przedziale pomiędzy podwojoną sumy nakładów i efektów (czyli {\displaystyle 2(M+N)}) i dwukrotnością iloczynu nakładów i efektów ( {\displaystyle 2MN} ).
Do zalet metody DEA zalicza się:
- brak konieczności jawnego określania matematycznej postaci funkcji produkcji;
- możliwość jednoczesnego uwzględnienia wielu nakładów i efektów;
- możliwość wykorzystania dowolnej skali pomiarowej dla nakładów i efektów (choć zmienne porządkowe przedstawiają pewne wyzwanie);
- możliwość analizy źródeł nieefektywności i ich ilościowej oceny dla każdej ocenianej jednostki;
- możliwość ustalenia, względem których jednostek DMU oceniana jest dana jednostka, dzięki zastosowaniu dualnego problemu optymalizacyjnego.

Do wad metody DEA należą:
- wrażliwość wyników analizy na dobór nakładów i efektów;
- przyznawanie wysokiej oceny nie tylko rzeczywiście efektywnym jednostkom, lecz także takim, które charakteryzują się niszową kombinacją nakładów i efektów;
- wzrost liczby jednostek uznanych za efektywne wraz ze wzrostem liczby zmiennych (nakładów i efektów);
- możliwość uzyskania wskaźnika na podstawie różnych, niejednoznacznych kombinacji wag dla nakładów i/lub efektów.

## Przykład
Załóżmy, że mamy następujące dane:
- Jednostka 1 produkuje 100 artykułów dziennie, a nakłady na każdy artykuł wynoszą 10 dolarów za materiały i 2 godziny pracy.
- Jednostka 2 produkuje 80 artykułów dziennie; w jej przypadku nakłady wynoszą 8 dolarów za materiały i 4 godziny pracy.
- Jednostka 3 produkuje 120 artykułów dziennie, zaś nakłady wynoszą 12 dolarów za materiały i 1,5 godziny pracy.

Aby obliczyć efektywność jednostki 1, definiujemy funkcję celu w następujący sposób:
- {\displaystyle \max \theta _{1}=(100u_{1})/(10v_{1}+2v_{2})}

która zależy od odpowiednich rezultatów dla pozostałych jednostek.
Efektywność nie może być większa od 1:
- Efektywność jednostki 1: {\displaystyle (100u_{1})/(10v_{1}+2v_{2})\leqslant 1}
- Efektywność jednostki 2: {\displaystyle (80u_{1})/(8v_{1}+4v_{2})\leqslant 1}
- Efektywność jednostki 3: {\displaystyle (120u_{1})/(12v_{1}+1.5v_{2})\leqslant 1}

zaś wagi nie mogą być ujemne:
- {\displaystyle u,v\geqslant 0}

Ponieważ funkcja celu zawiera iloraz, a programowanie liniowe wymaga funkcji liniowej, przekształcamy (linearyzujemy) model: ustalamy mianownik funkcji celu (czyli ważone wejście) na stałą wartość, np. 1. Wówczas maksymalizujemy sam licznik.
Nowa (liniowa) postać problemu optymalizacyjnego wygląda następująco:
- Funkcja celu:
  - {\displaystyle \max \quad 100u_{1}}
- Ograniczenia:
  - Jednostka 1: {\displaystyle 100u_{1}-(10v_{1}+2v_{2})\leqslant 0}
  - Jednostka 2: {\textstyle 80u_{1}-(8v_{1}+4v_{2})\leqslant 0}
  - Jednostka 3: {\displaystyle 120u_{1}-(12v_{1}+1.5v_{2})\leqslant 0}
  - Warunek normalizacyjny (stała suma ważonych nakładów): {\displaystyle 10v_{1}+2v_{2}=1}
  - Nieujemność: {\displaystyle u_{1}\geqslant 0,v_{1}\geqslant 0,v_{2}\geqslant 0}

## Rozszerzenia
Dążenie do ulepszenia metody DEA poprzez ograniczenie jej wad lub wzmocnienie zalet było jedną z głównych przyczyn rozwoju nowych metod w tej dziedzinie. Obecnie najczęściej stosowaną metodą opartą na DEA, pozwalającą uzyskać jednoznaczne rankingi efektywności, jest tzw. analiza krzyżowej efektywności (ang. cross-efficiency). Początkowo opracowana przez Sextona i in. w 1986 roku, znalazła szerokie zastosowanie po publikacji Doyle'a i Greena w 1994 roku. Cross-efficiency bazuje na wynikach klasycznej analizy DEA, ale wprowadza drugorzędny cel optymalizacji, w ramach którego każda jednostka DMU dokonuje oceny pozostałych jednostek przy użyciu własnych wag. Średnia z tych ocen (tzw. oceny rówieśnicze – peer-appraisals) jest następnie używana do wyliczenia krzyżowego wskaźnika efektywności dla każdej jednostki. Podejście to pozwala uniknąć głównych ograniczeń DEA, czyli istnienia wielu jednostek ocenionych jako w pełni efektywne i braku unikalności wag (kombinacje wag mogą być dowolne). Innym podejściem, które ma na celu ograniczenie niedoskonałości DEA, jest tzw. Stochastic DEA – metoda, która łączy klasyczną DEA z analizą granicy stochastycznej (Stochastic Frontier Analysis – SFA).